# 圣玛利亚堂 (维尔茨堡)

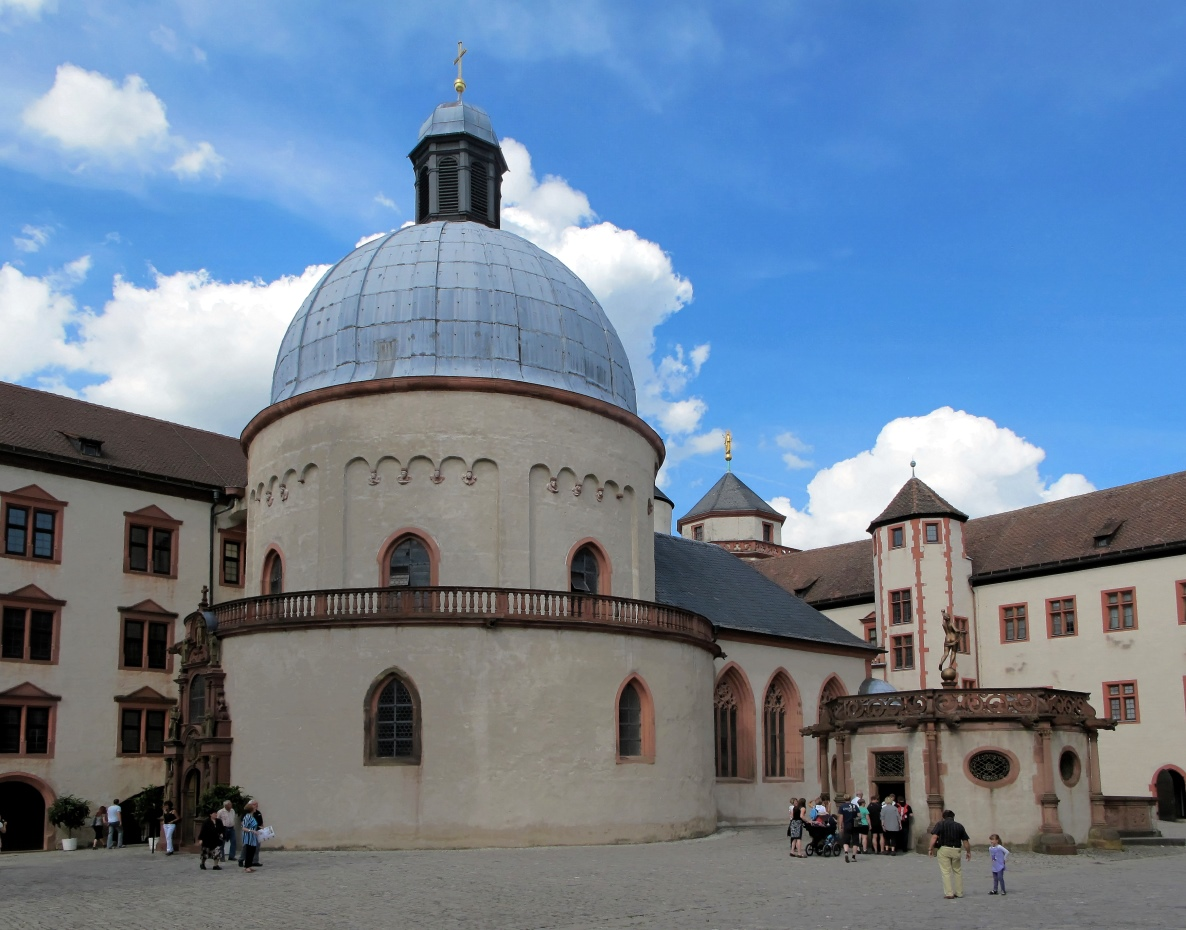

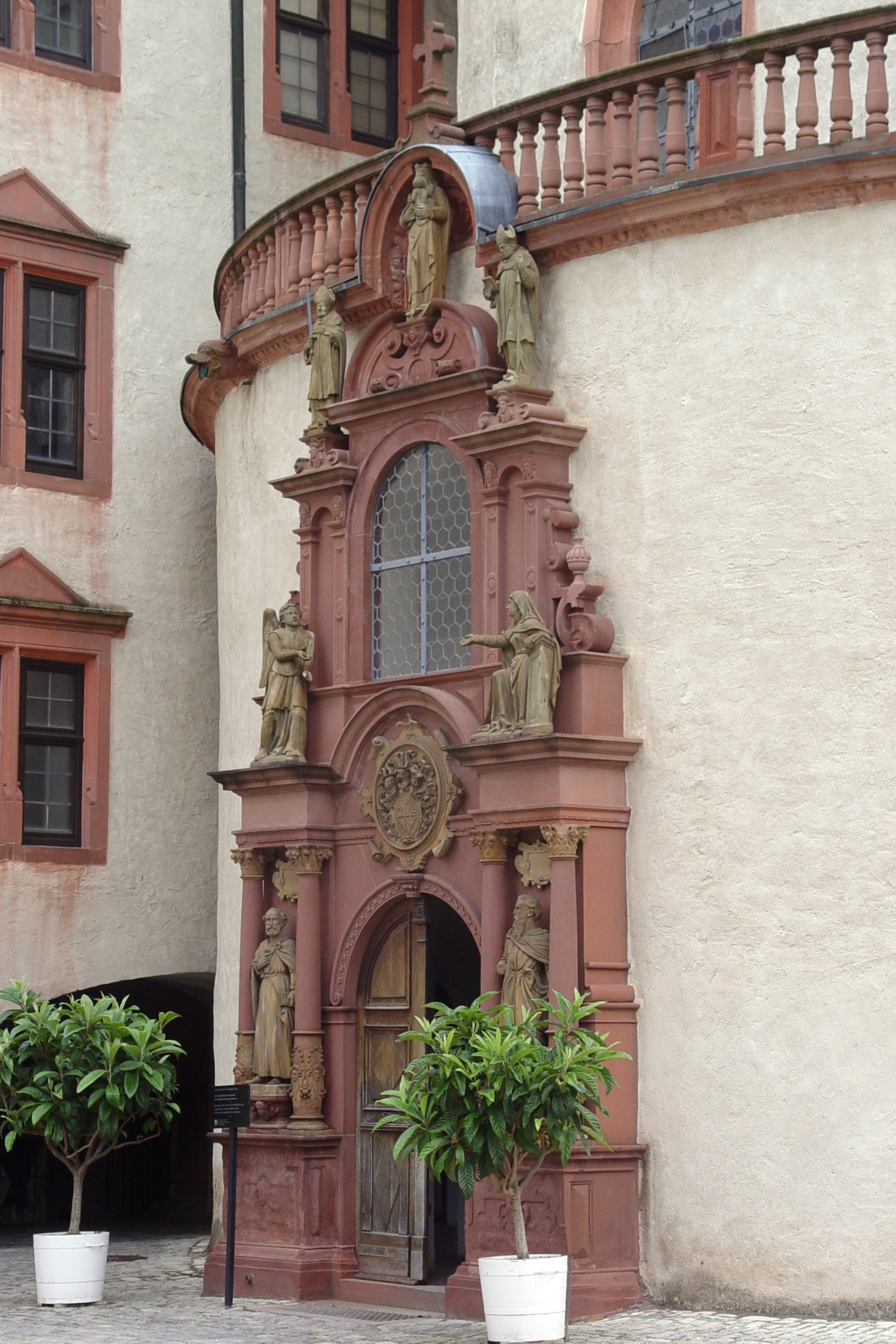

圣玛利亚堂（Marienkirche, Würzburg）位于德国巴伐利亚烏茲堡玛利恩堡的内院。這個地點的第一個基督教堂由公爵荷丹二世建于706年。今天的建築可以追溯到11世纪初。它是烏茲堡最古老的教堂和城堡内最古老的建。

## 历史
在中世纪早期的706年，公爵荷丹二世建造了一座供奉圣母玛利亚的小教堂。它曾是主教座堂和维尔茨堡主教们的安葬地点，直到788年，圣基利安、圣托纳和圣柯尔曼的圣髑迁移到美因河另一侧新建的维尔茨堡主教座堂。983年，圣马利亚堂正式移交给圣Burkard修道院。
11世纪初，亨利一世任主教期间，在此建造新教堂，成为一座朝圣教堂。1200年，它成为维尔茨堡公爵的宫廷教堂（Hofkirche）。华丽的大门使用红色砂岩建造。

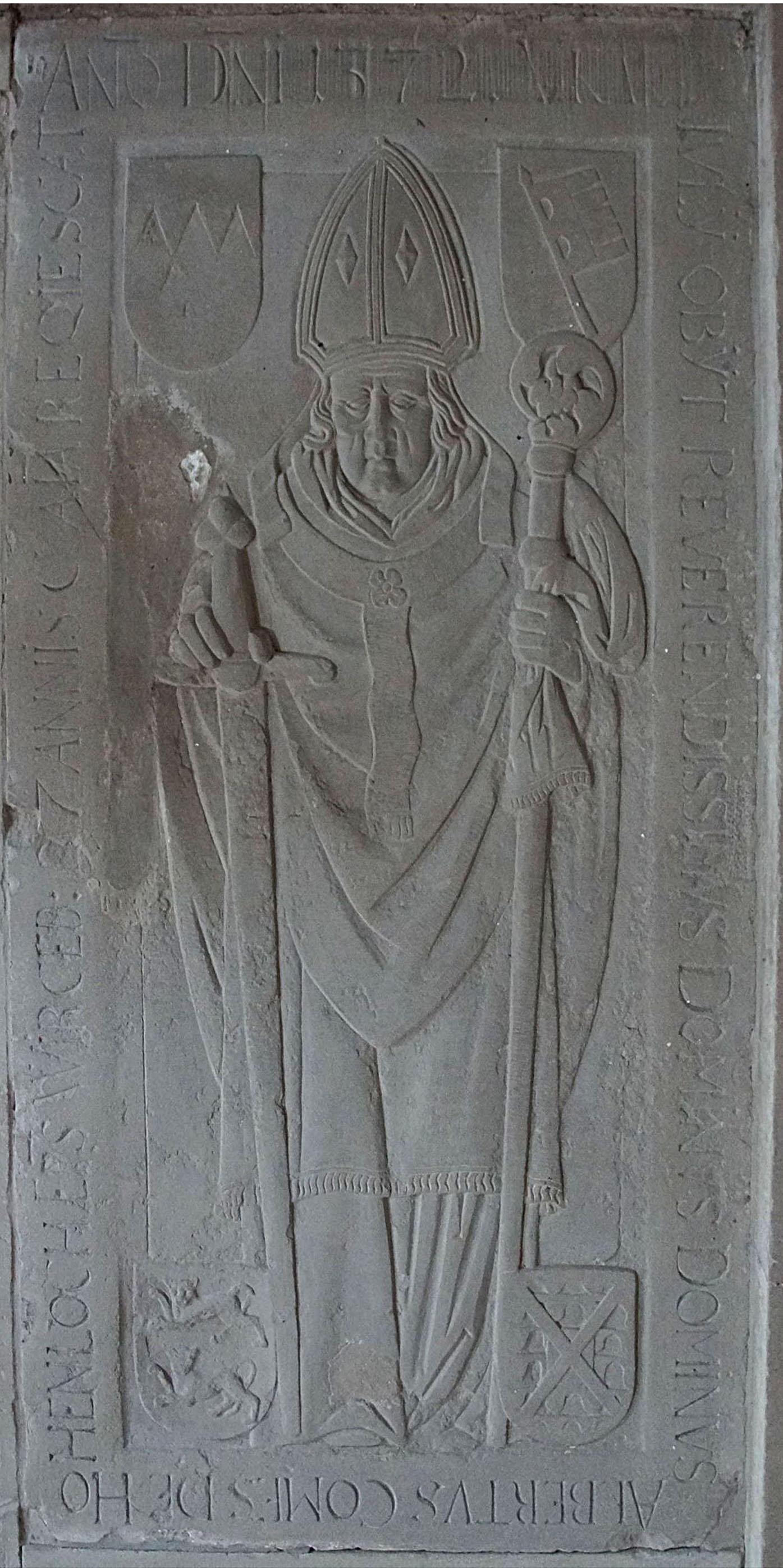
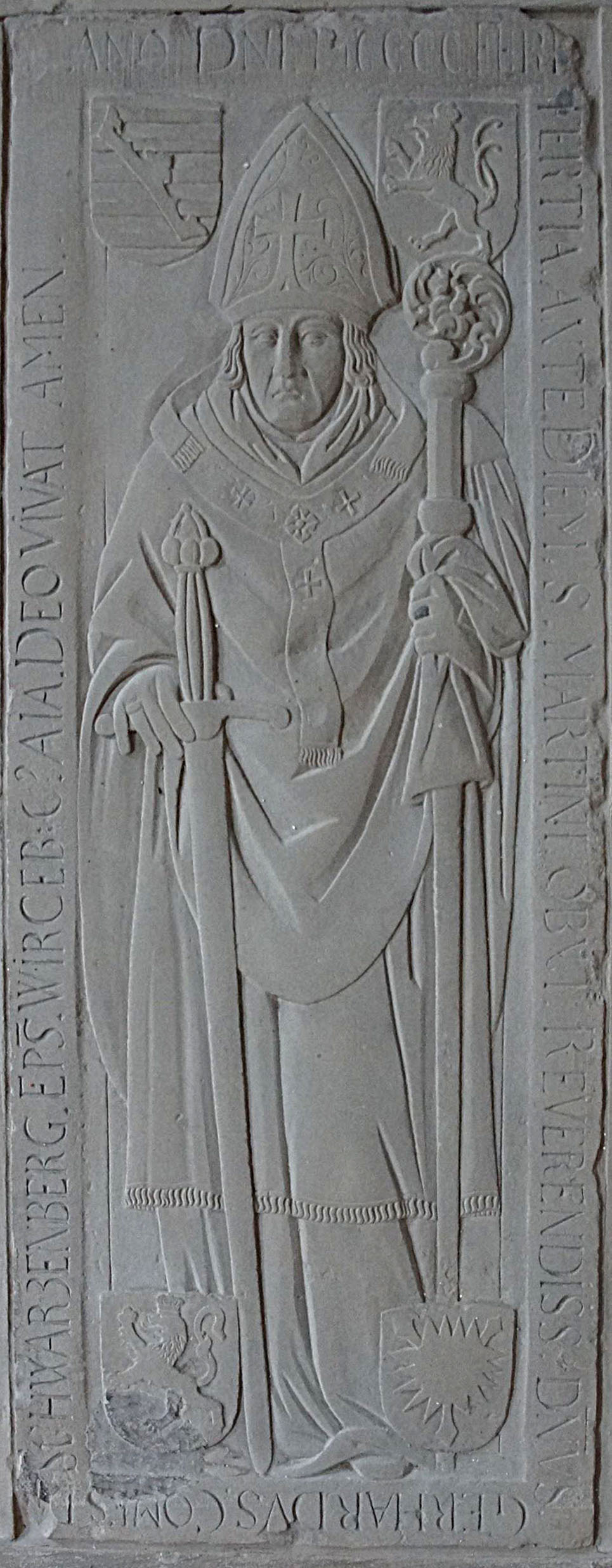
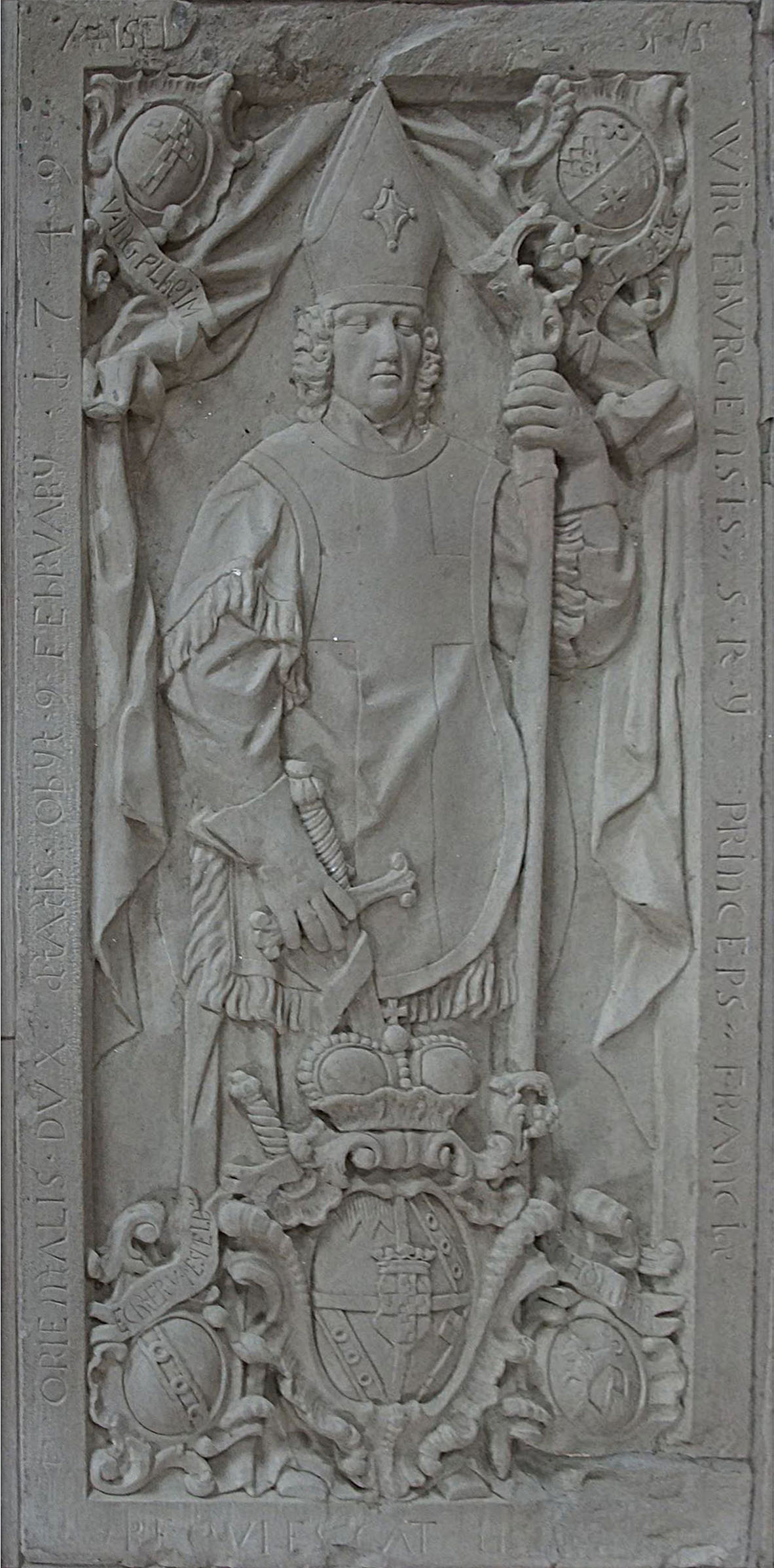
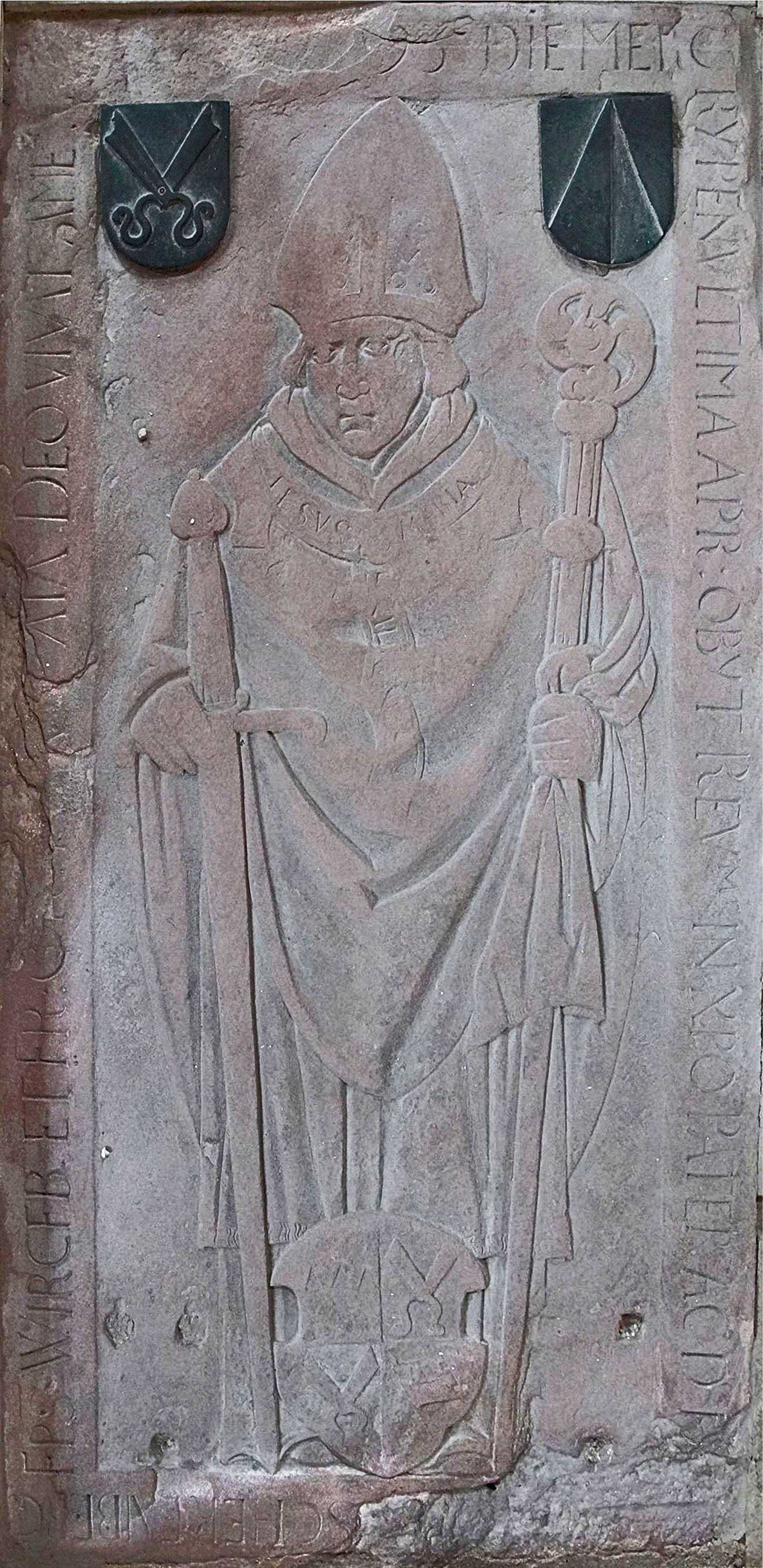
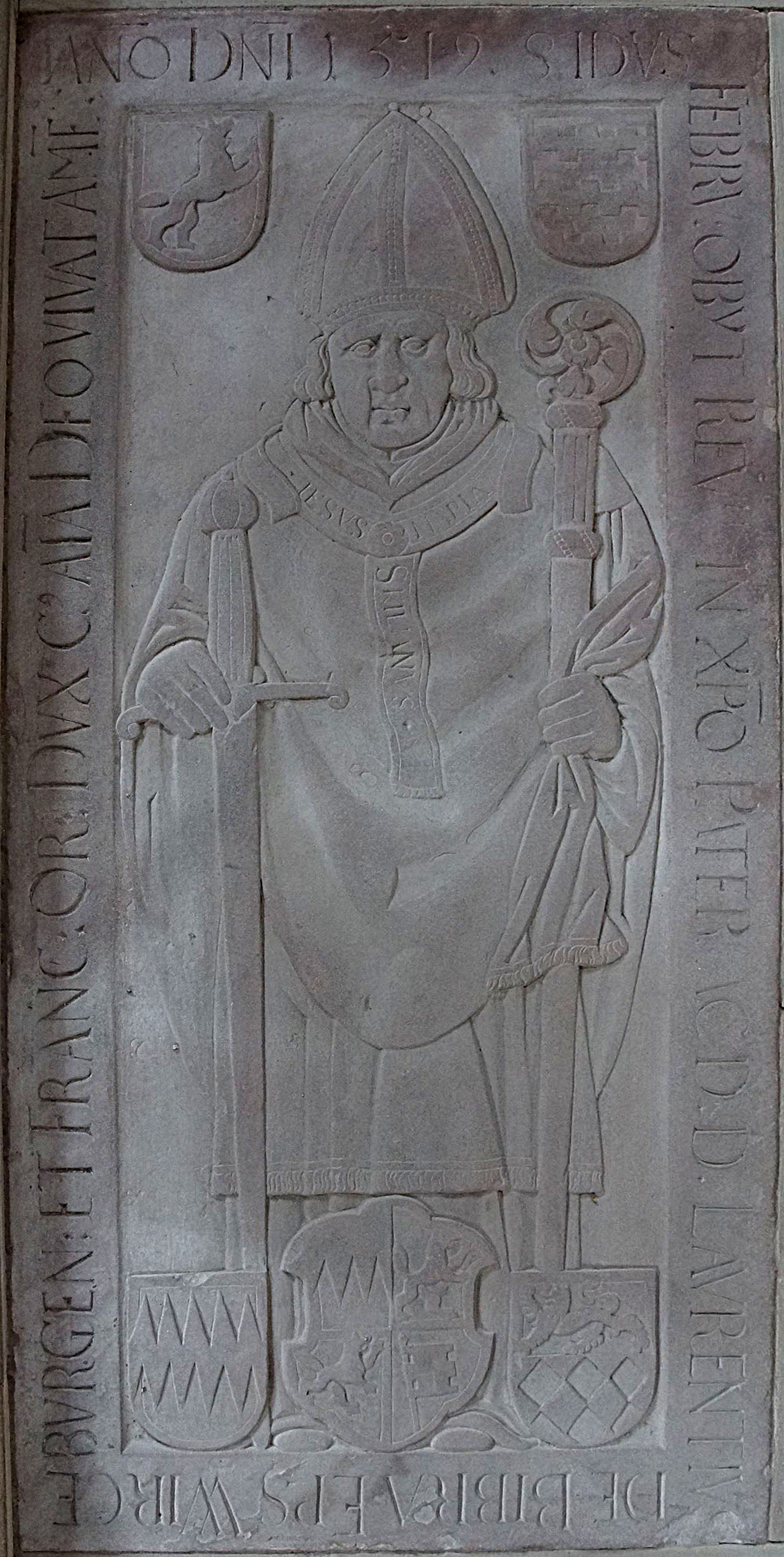
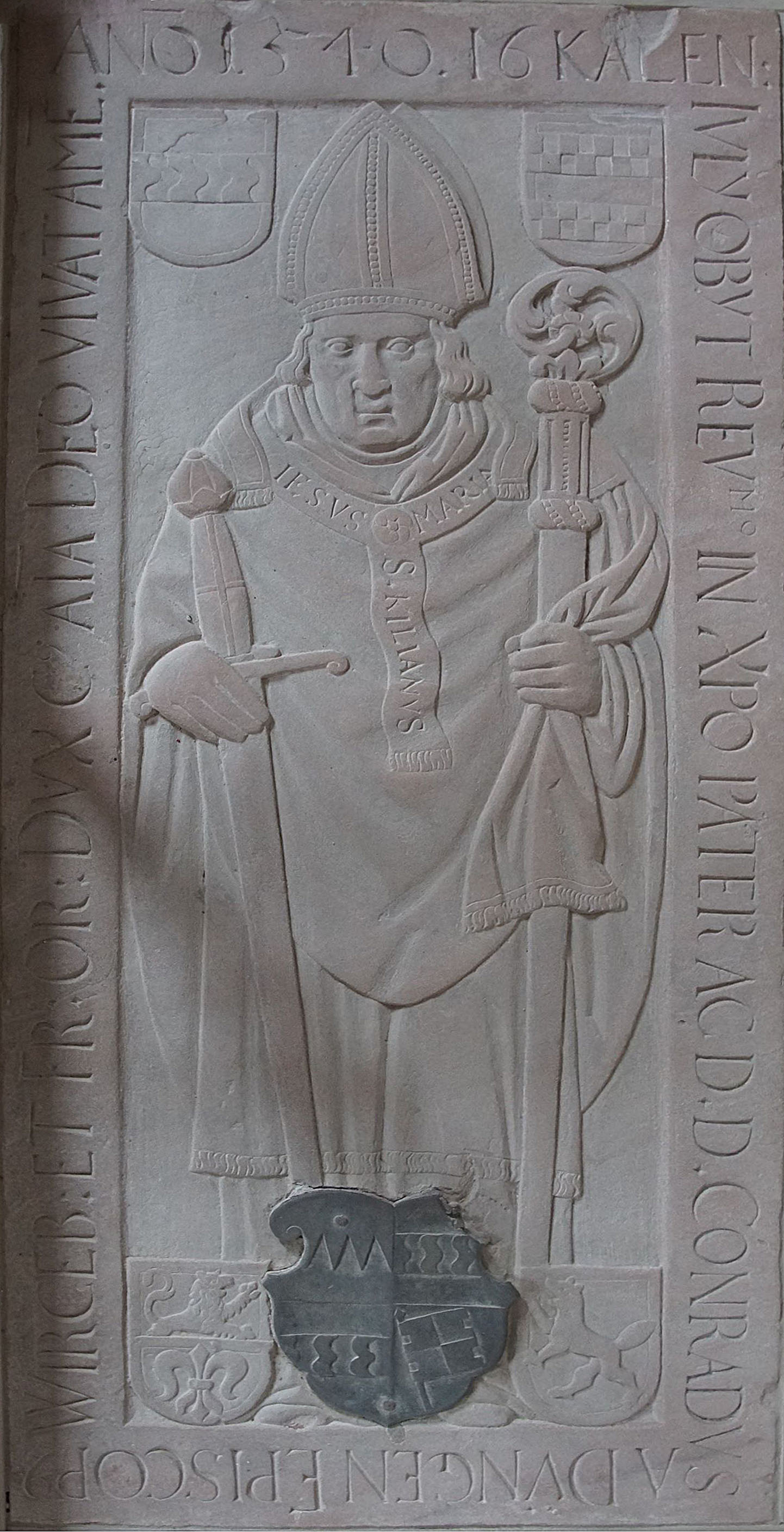
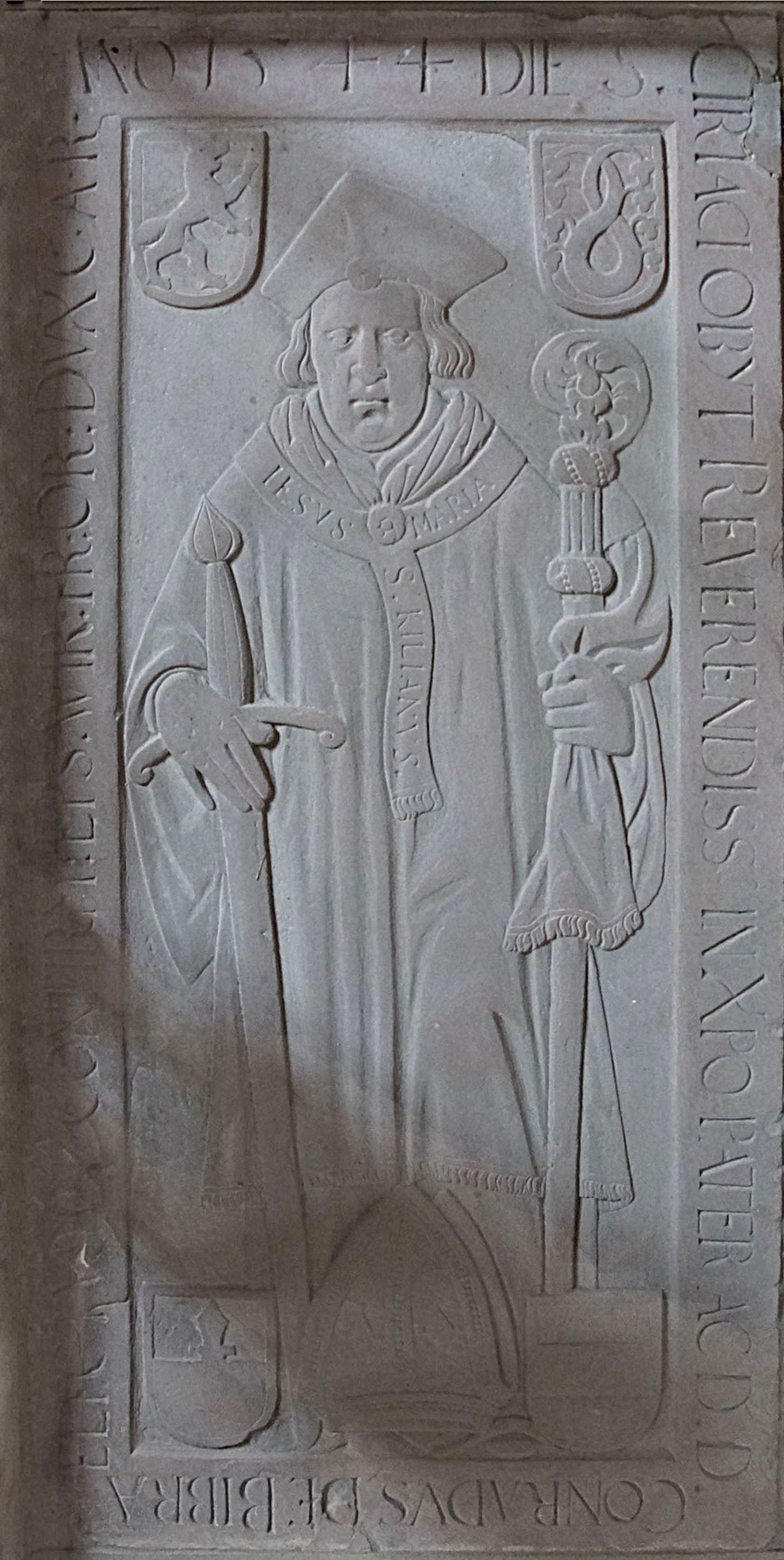
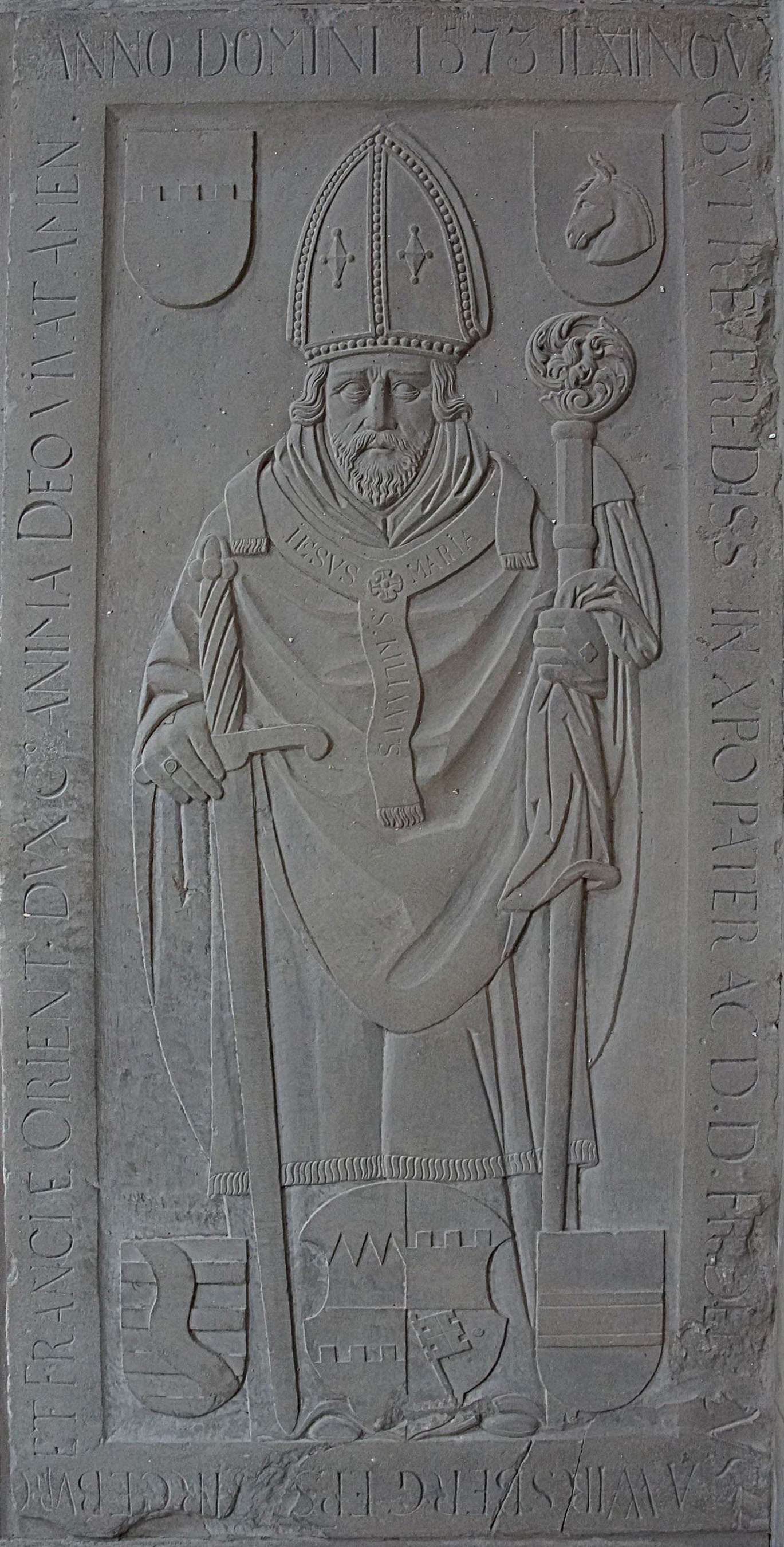
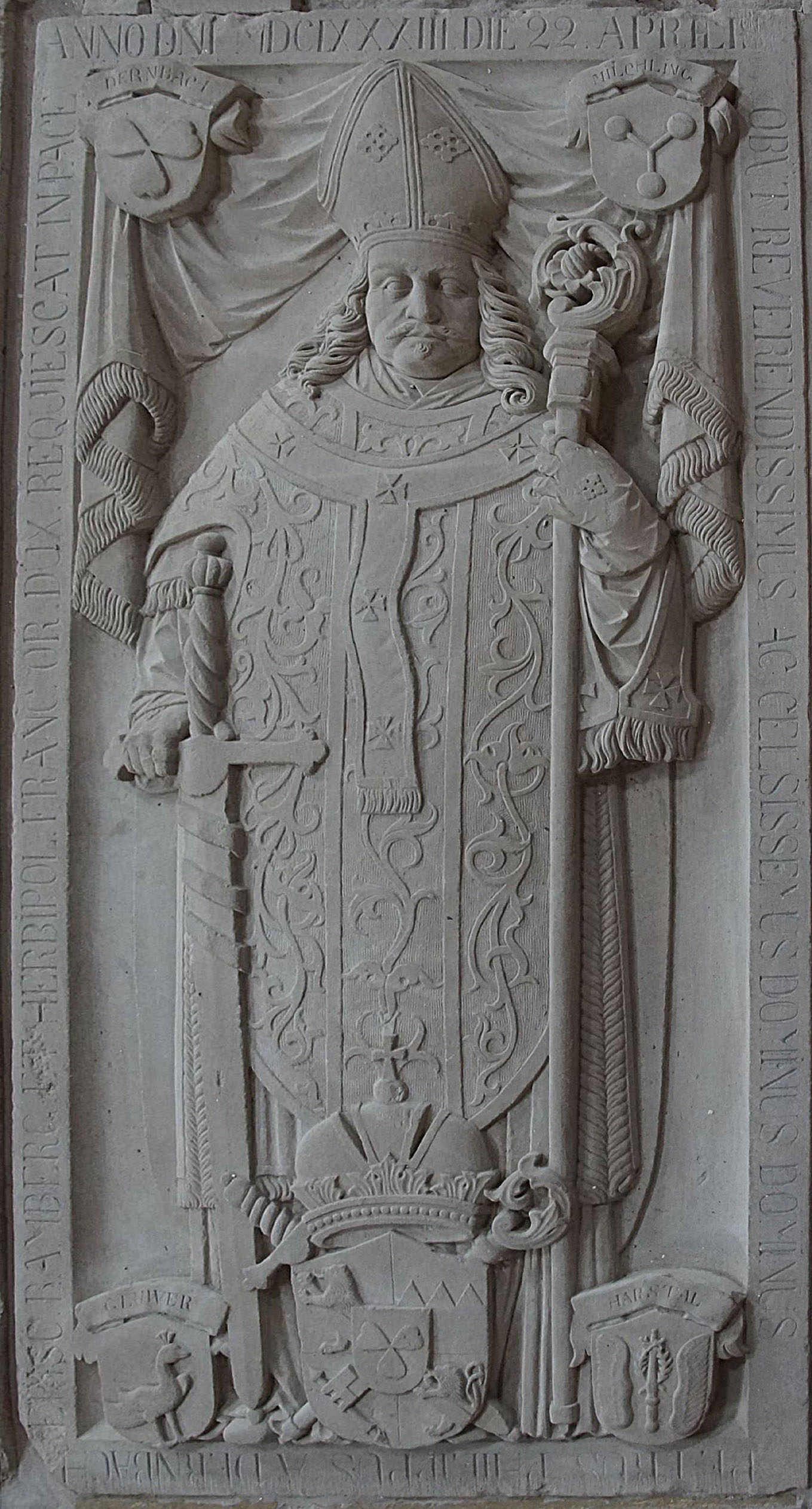
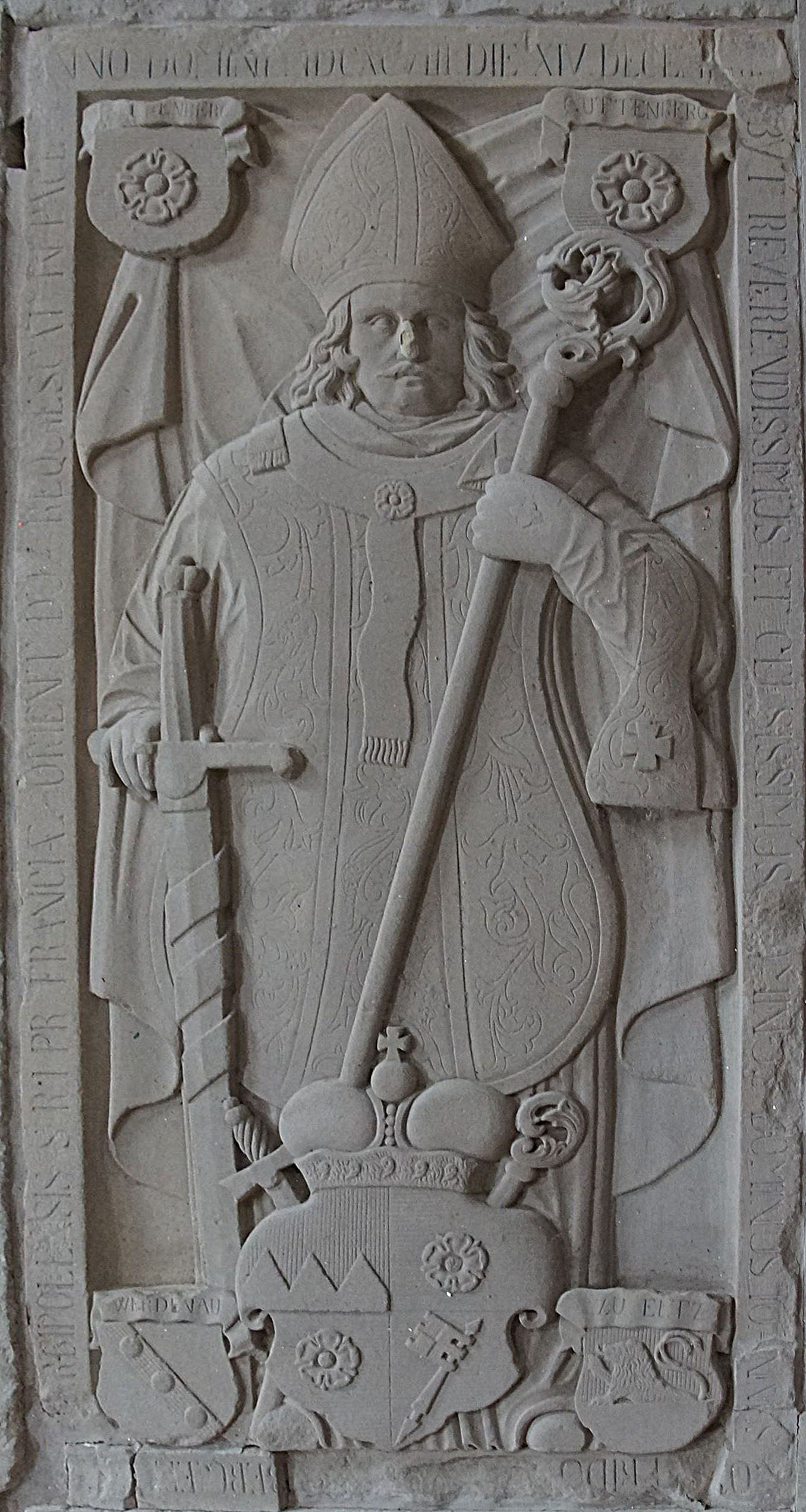
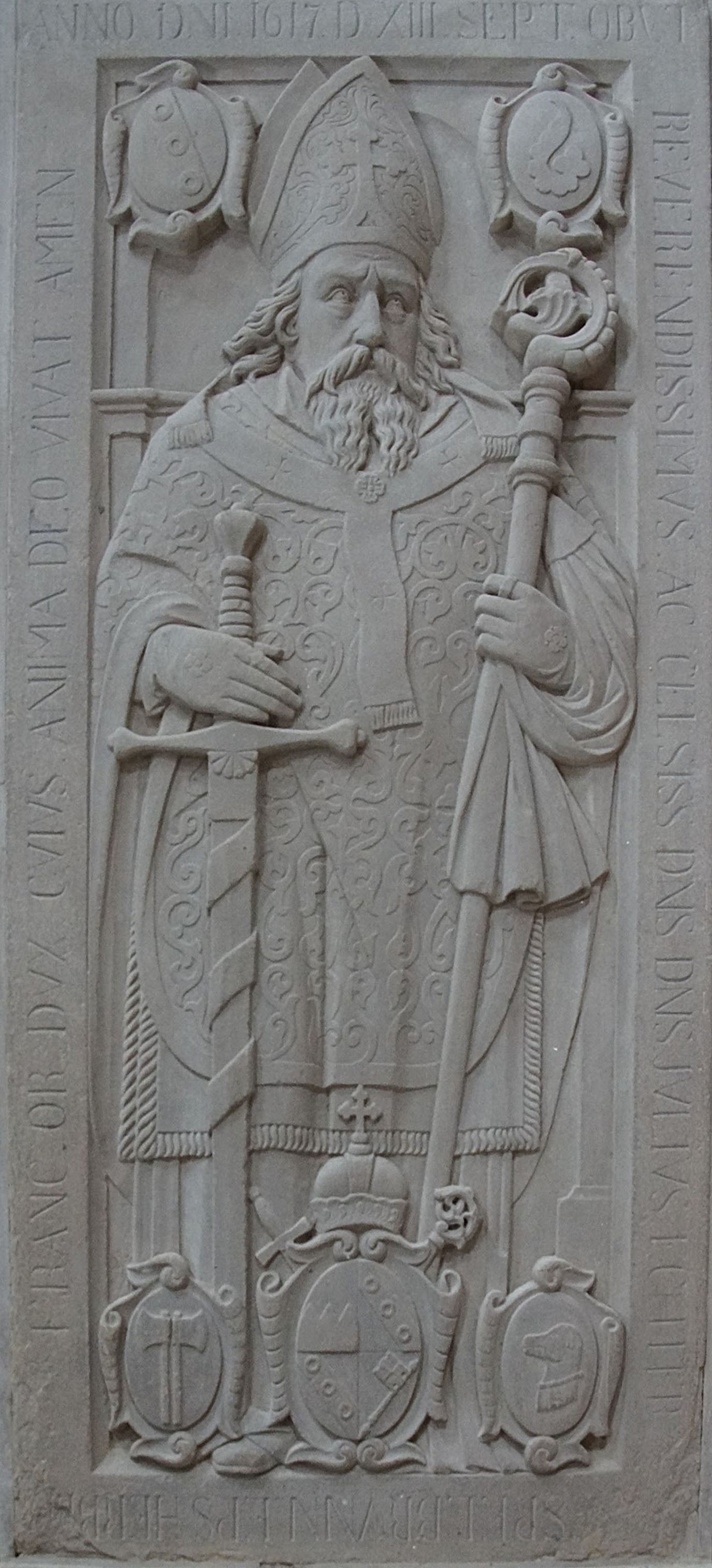
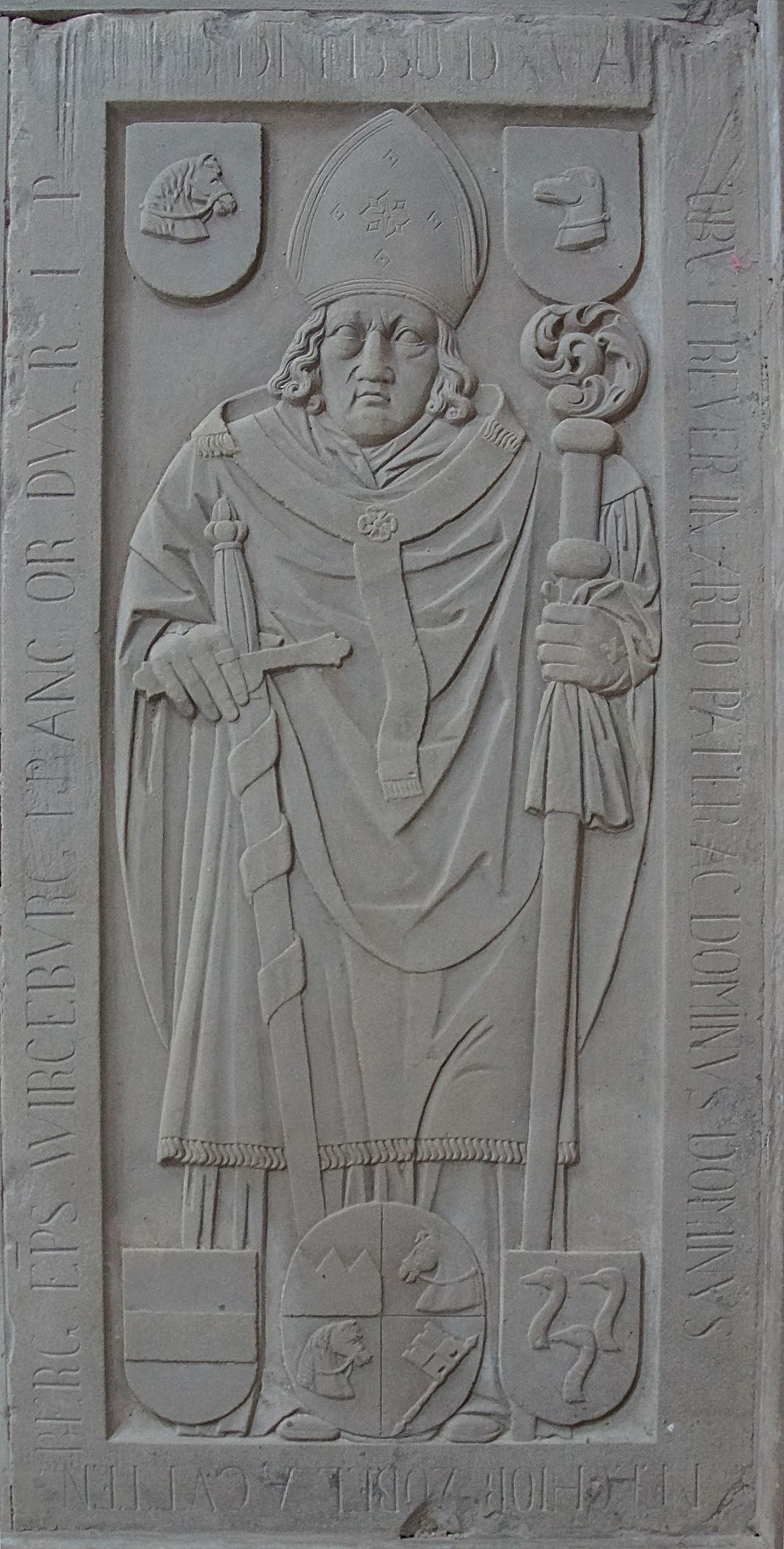
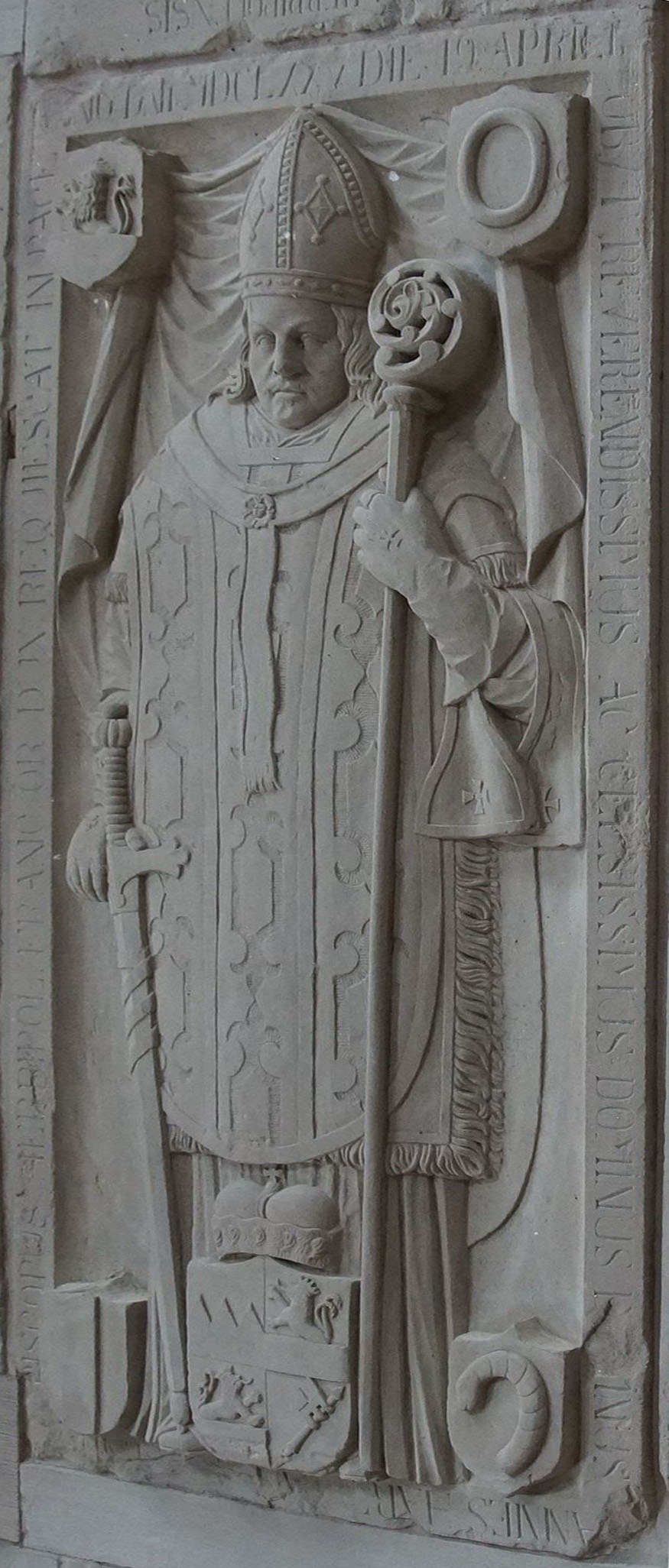
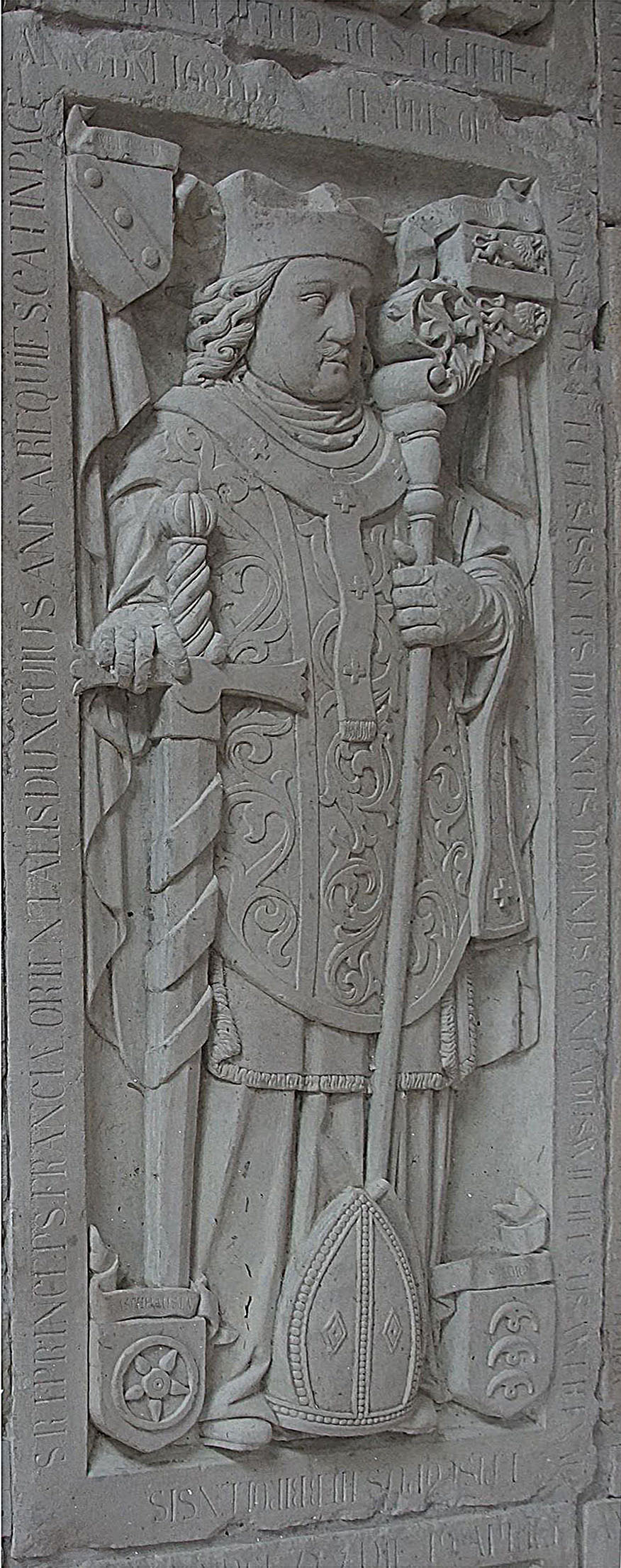
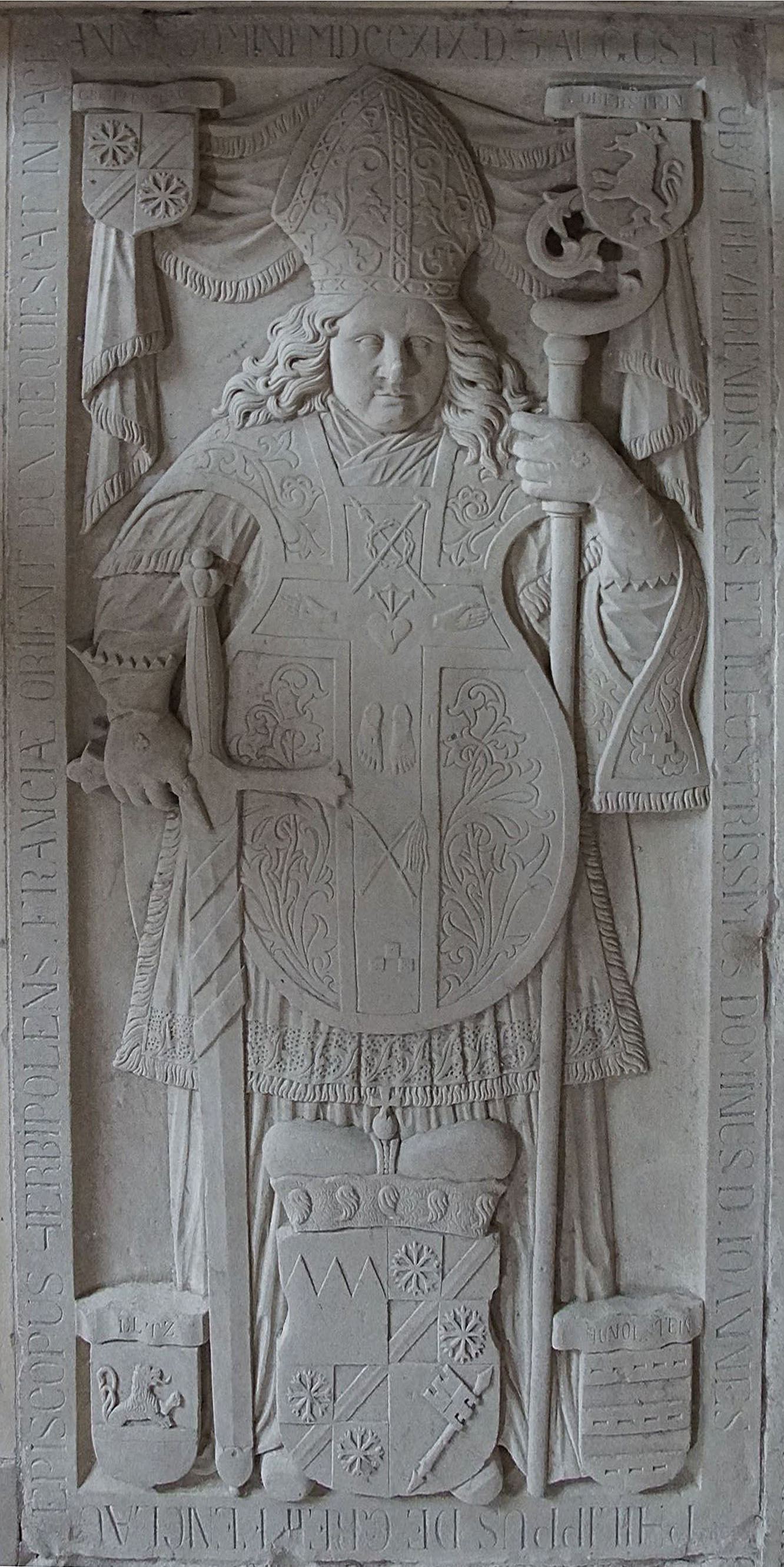
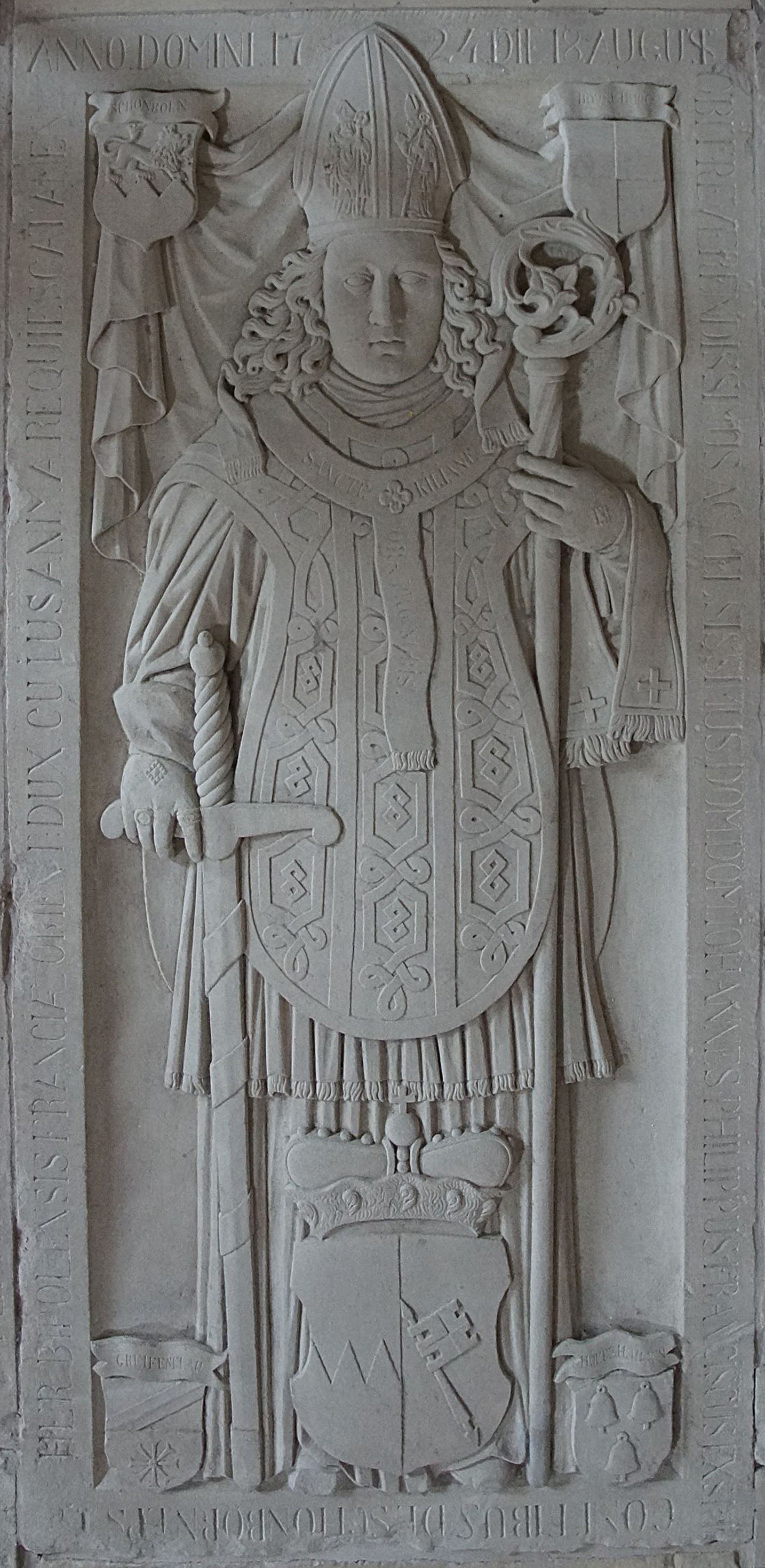
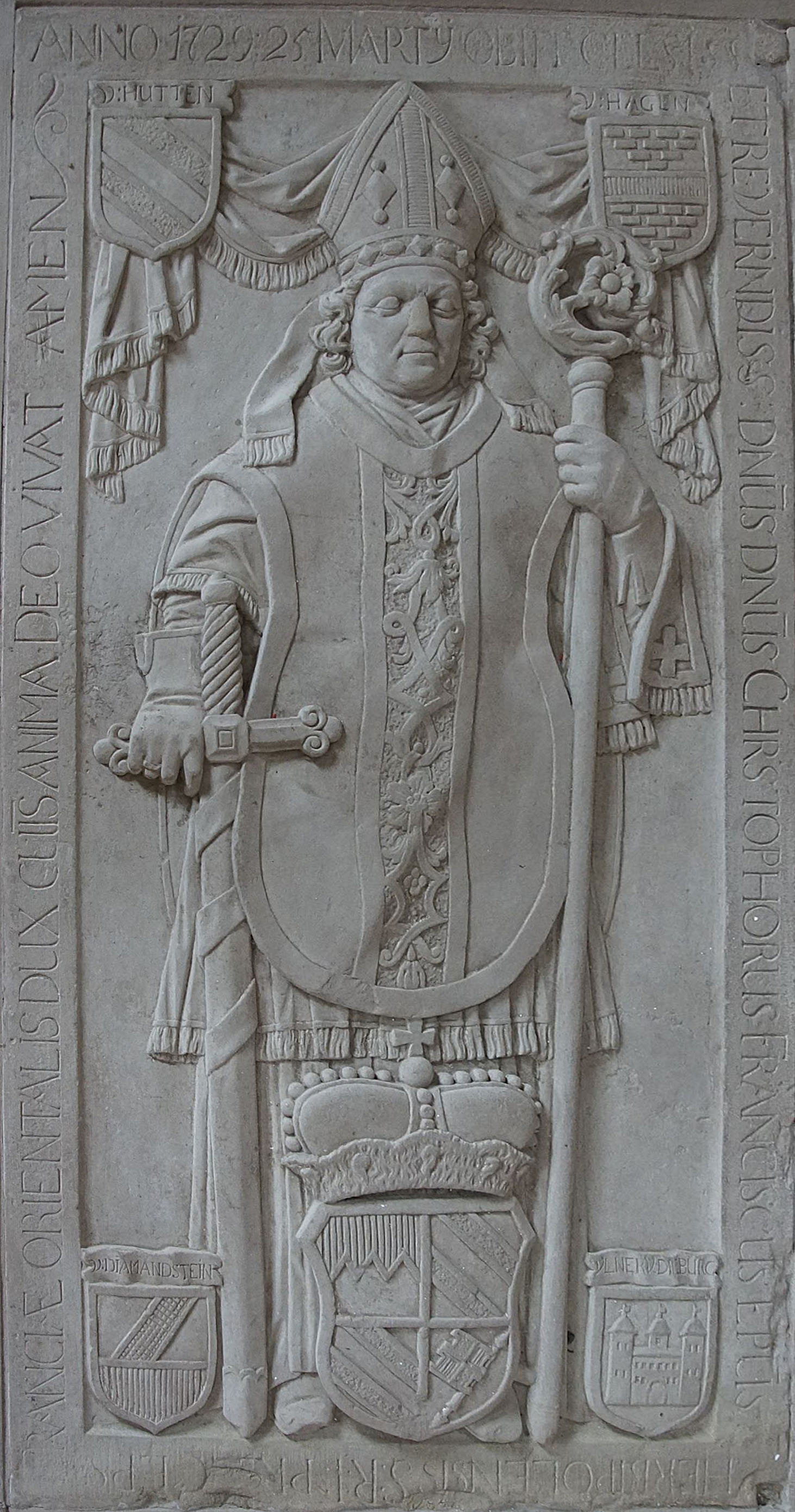
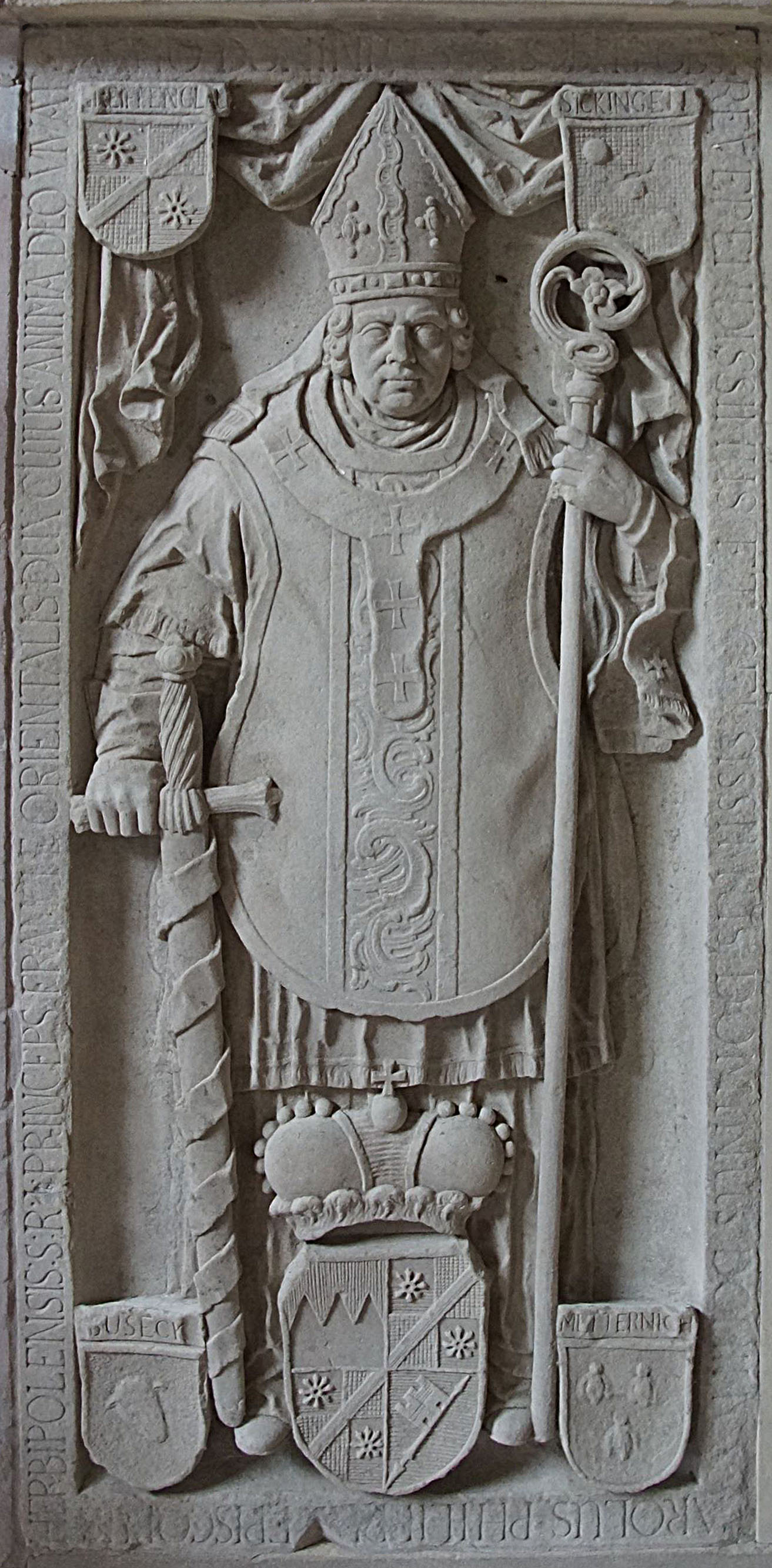
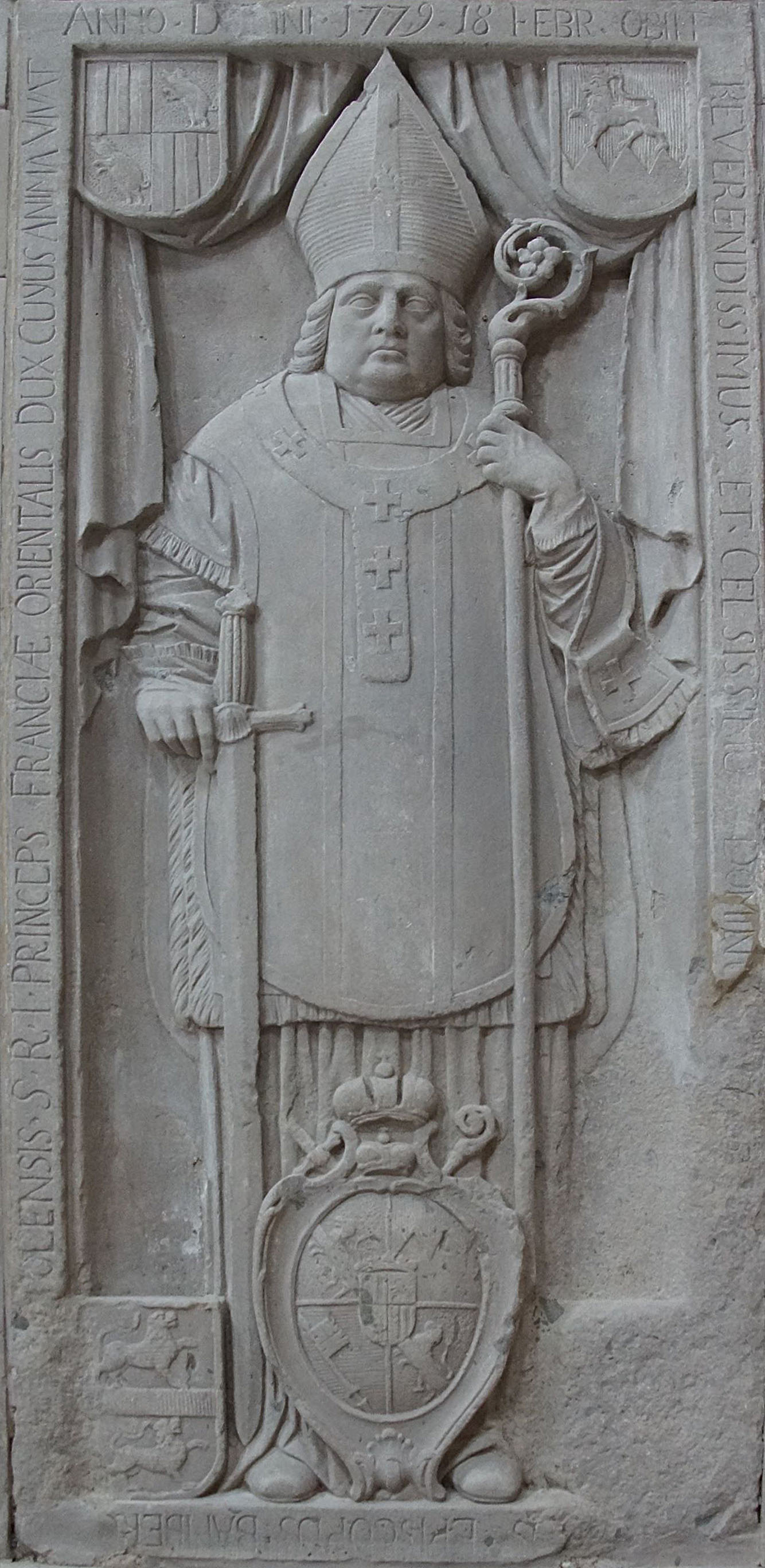